# Ferrovia Iga
La Ferrovia Iga (伊賀鉄道?, Iga Tetsudō) è una compagnia di trasporto passeggeri che gestisce una linea ferroviaria nella prefettura di Mie. La sua sede principale è nella città di Iga ed è una filiale della società Kintetsu.
Lo stemma dell'azienda è quello della casa madre, la Ferrovie Kintetsu, con la lettera "I" al centro.

## Storia
L'azienda è stata fondata il 26 marzo 2007 con il 98% di partecipazione della Ferrovie Kintetsu e il 2% della città di Iga. Il 1º ottobre rileva la linea Iga della ferrovia dalla Ferrovie Kintetsu. La proprietà della linea è stata trasferita alla città di Iga nel 2017 e il tasso di investimento della città di Iga è salito al 25%。伊賀市の出資割合が25%に増える.

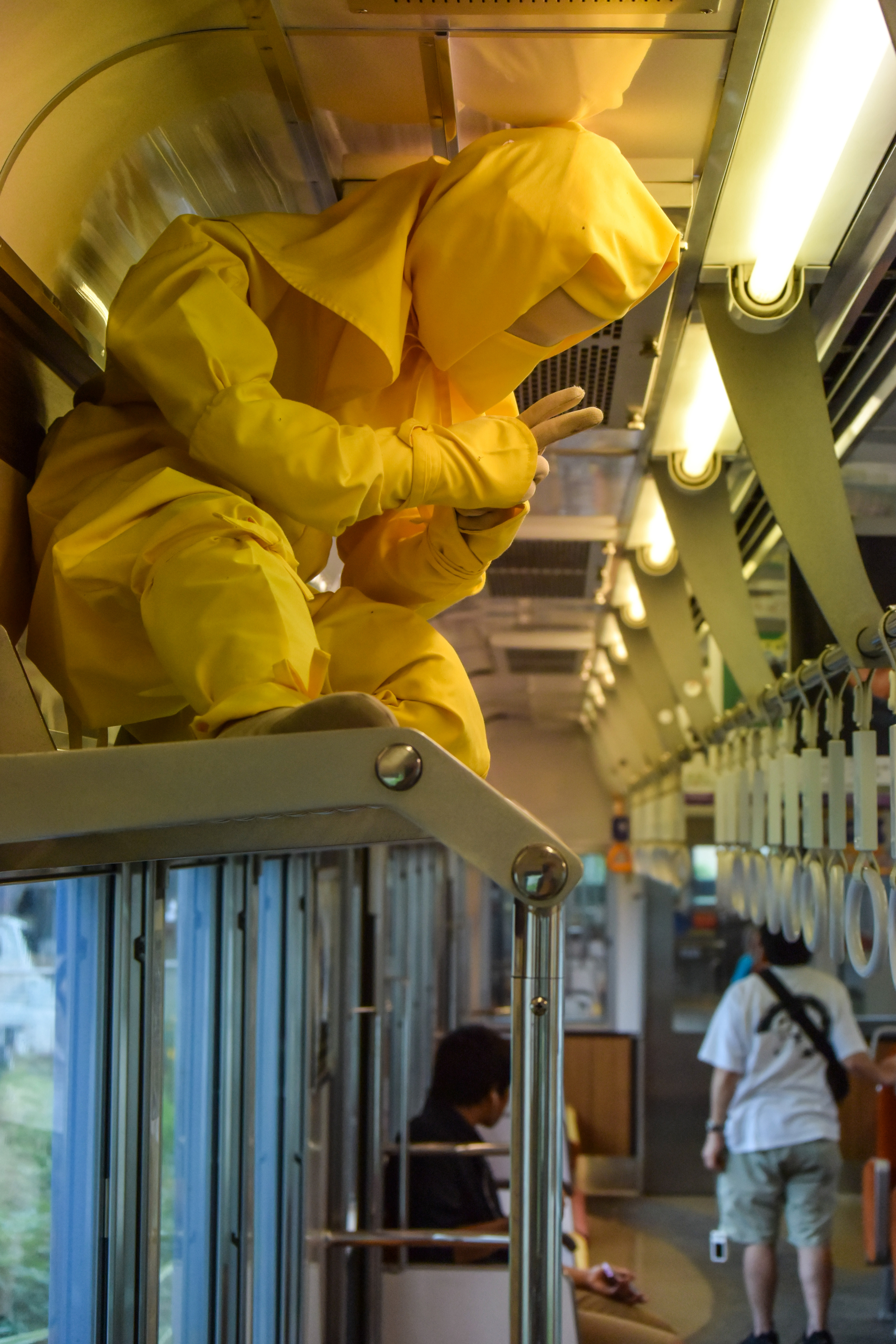
Manichini ninja installati sulla cremagliera del "treno ninja"

Il 20 febbraio 2023, in occasione della morte del mangaka Leiji Matsumoto, che fu coinvolto con la linea Iga nella progettazione del "treno ninja" e morì il 13 dello stesso mese, sul sito web della compagnia venne pubblicato un messaggio di condoglianze.

## Linee ferroviarie
L'azienda gestisce una linea.
- Linea Iga (伊賀線?): Iga-Ueno - Iga-Kambe	(16,6km, 15 stazioni)

Mappa del percorso

## Materiale rotabile
L'azienda gestisce 5 convogli della serie 200 (ex serie Tōkyū 1000).

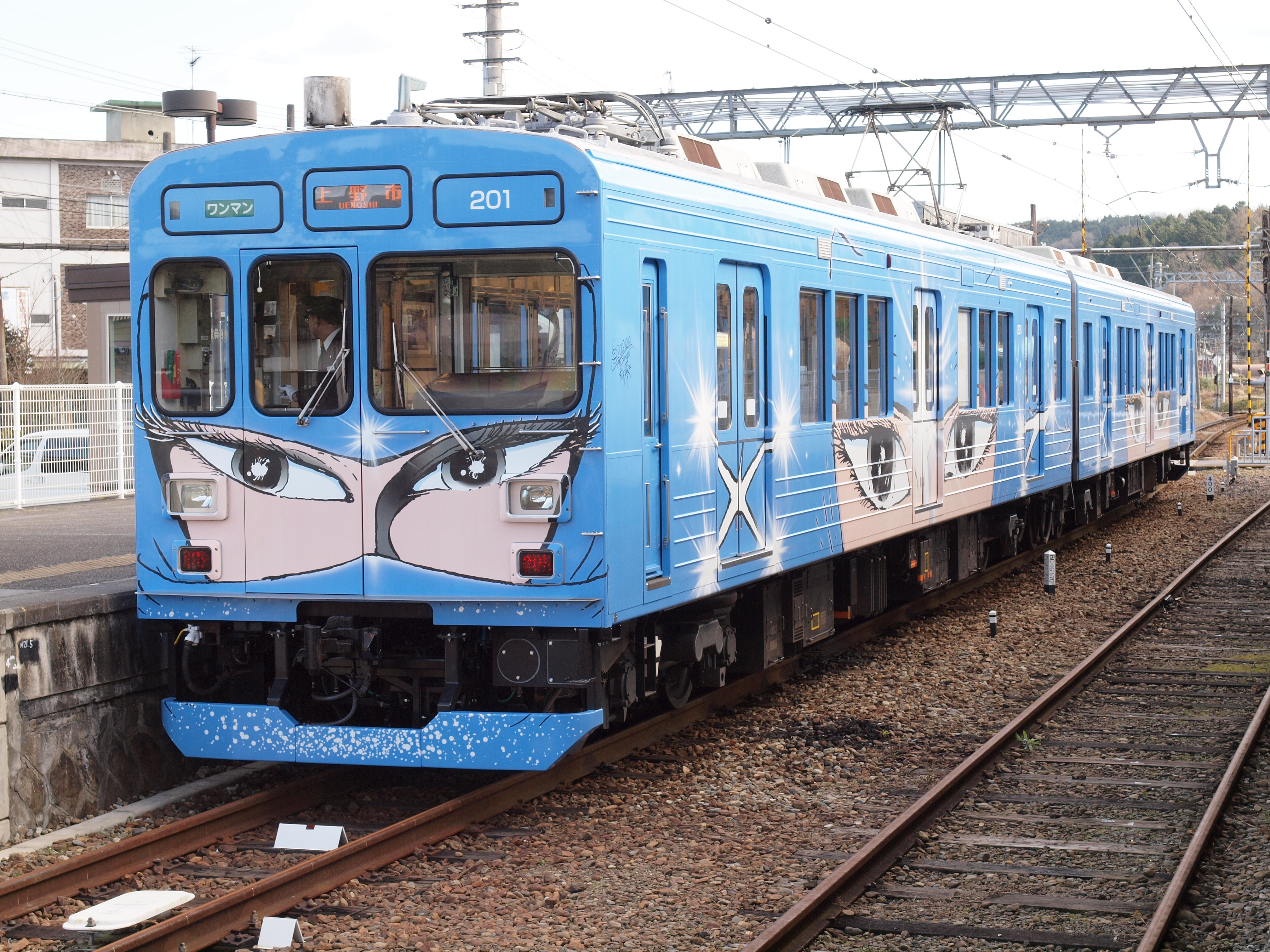
Serie 200
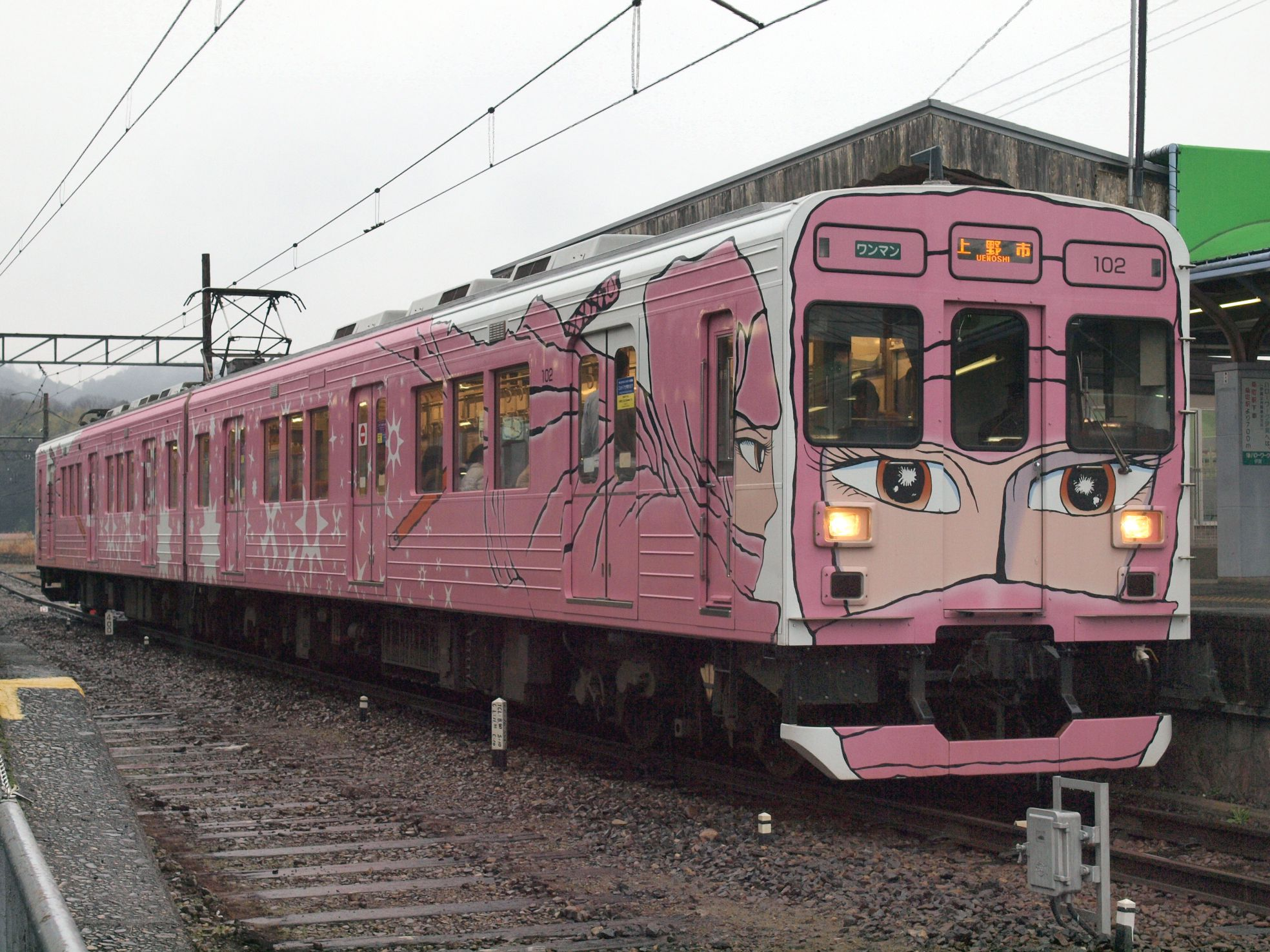
Serie 200
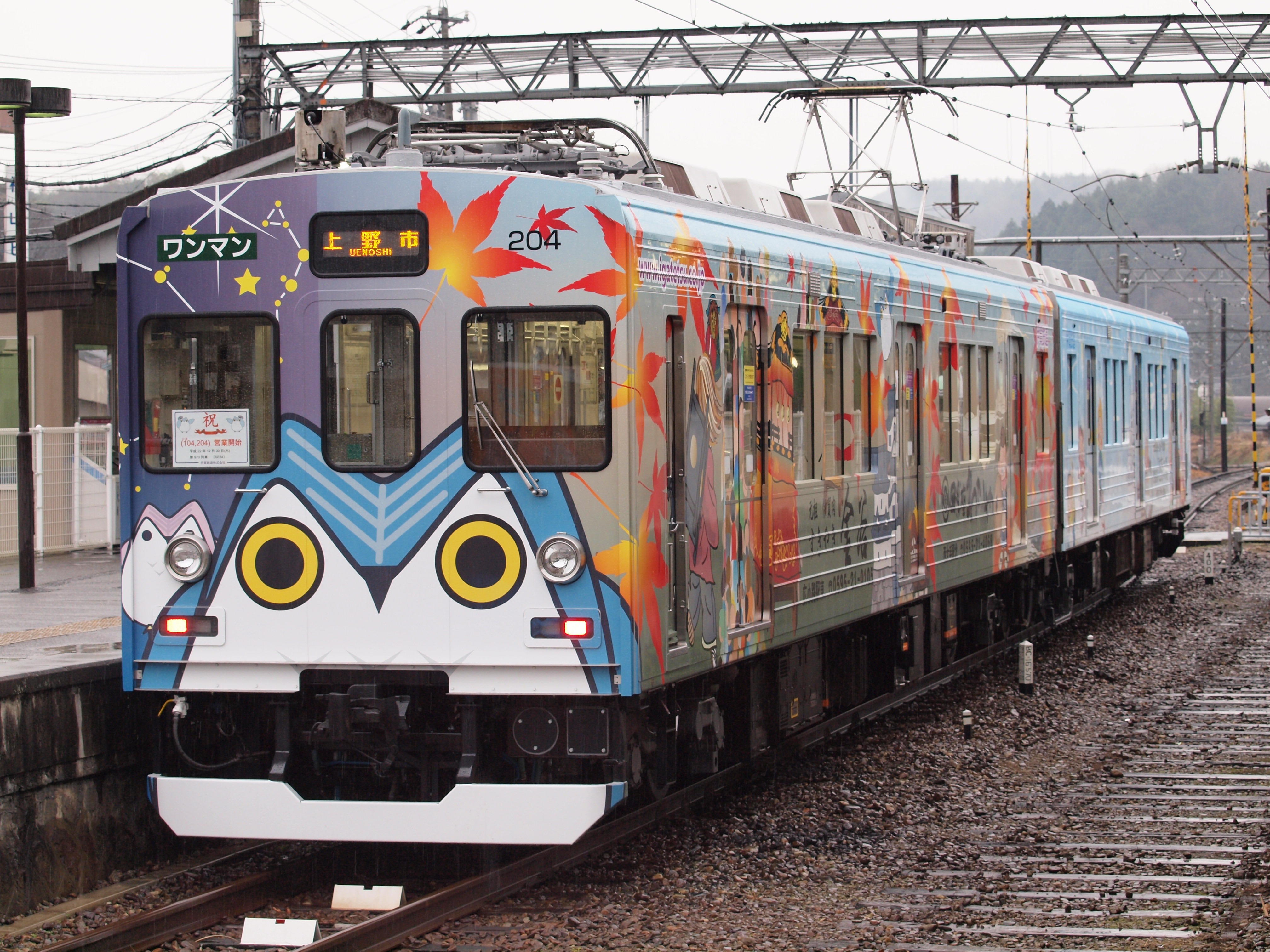
Serie 200